# Красногорское (Васильковский район)
Красногорское (укр. Красногірське) — село, Зеленогайский сельский совет, Васильковский район, Днепропетровская область,
Украина.
Население по данным 1981 года составляло 30 человек.
Село ликвидировано в 1991 году.
Находилось на расстоянии 0,5 км от села Тараново.